# Nicky Kuiper
Nicky Kuiper (Arnhem, 7 juni 1989) is een voormalig Nederlands profvoetballer die bij voorkeur als verdediger speelde.

## Carrière
Kuipers eerste club was ESA Rijkerswoerd en daarna speelde hij kort bij BV De Graafschap.

### Vitesse
Kuiper begon in de D-pupillen in de voetbalacademie van Vitesse, later het daaruit voortgekomen Vitesse/AGOVV. Kuiper is van origine een middenvelder, maar hij kan op alle posities aan de linkerkant uit de voeten. Hij doorliep de gehele opleiding en werd in de voorbereiding op het seizoen 2008/2009 voor het eerst bij de selectie gehaald. In enkele oefenwedstrijden mocht hij zijn kunsten vertonen.
Kuiper werd al tijdens zijn periode in de voetbal academie gezien als een groot talent. Hij werd door de KNVB reeds geselecteerd voor Nederland Onder 15, Nederland Onder 16, Nederland Onder 17 en Nederland Onder 18 jaar. Op 29 oktober 2008 mocht hij zijn officieel debuut maken in Vitesse 1. Door blessures van Haim Megrelishvili en eerste keuze Jeroen Drost, speelde Kuiper linksback in het met 0-2 gewonnen duel tegen sc Heerenveen.

### FC Twente
Op 15 juni 2009 tekende Kuiper enkele dagen voor de start van de voorbereiding op het nieuwe seizoen een vijfjarig contract bij FC Twente. In zijn eerste seizoen speelde Kuiper 24 officiële duels voor de club en scoorde daarin tweemaal.
In de voorbereiding op seizoen 2010/11 raakte Kuiper geblesseerd aan zijn knie. Een operatie zorgde ervoor dat hij de start van het seizoen moest missen. Eenmaal terug van zijn blessure wist hij zich weer in het elftal te spelen. Op 24 oktober 2010 werd hij door trainer Preud'homme opgesteld in de basiself tegen ADO Den Haag. Al vroeg moest Kuiper zich echter laten vervangen. Opnieuw een knieblessure, ditmaal de linkerknie, zorgde ervoor dat hij een tijd uit de roulatie was. In de winterstop van seizoen 2010/11 sloot Kuiper weer aan bij de groep. Op het trainingskamp in Spanje, waar de ploeg de eerste week van januari verkeerde, raakte hij op de training opnieuw geblesseerd. Hij scheurde hierbij zijn voorste kruisband en de buitenkant van zijn linkerknie. Zo bleef het aandeel van Kuiper beperkt in het winnen van de landstitel, de Johan Cruijff Schaal in 2010 en 2011 en de KNVB beker in 2011.
In januari 2013 werd hij tot het einde van het seizoen aan Panathinaikos FC verhuurd waarvoor hij driemaal in actie kwam. In 2013 sloot hij aan bij Jong FC Twente dat in de Eerste divisie ging spelen. Daar kwam hij geregeld in actie totdat hij in januari 2014 in een oefenduel wederom een zware knieblessure opliep. In de zomer van 2014 werd zijn aflopende contract niet verlengd, waardoor hij zonder club kwam te zitten. Hij mocht verder revalideren bij zijn oude club Vitesse.

### Willem II
Medio juni 2015 maakte voetbalclub Willem II bekend dat Kuiper met de club meetrainde. Hier tekende hij in september 2015 een contract tot medio 2016, met een optie voor nog een seizoen. Na een seizoen zonder speelminuten in het eerste elftal, liet Willem II Kuipers vertrekken naar FC Eindhoven.

### FC Eindhoven en TEC
In seizoen 2017-2018 speelt hij na een huurperiode definitief een jaar bij FC Eindhoven. In januari 2018 werd Kuiper voor een half jaar verhuurd aan SV TEC. Bij die club bleef hij daarna spelen en beëindigde medio 2019 zijn loopbaan.

### Jong Oranje
Kuiper debuteerde voor Jong Oranje op 11 augustus 2009 tegen Jong Engeland. In de Euroborg in Groningen werd het 0-0. Kuiper speelde de gehele wedstrijd.

## Erelijst
- Landskampioen Nederland: 2010 (FC Twente)
- Johan Cruijff Schaal: 2010, 2011 (FC Twente)
- KNVB beker: 2011 (FC Twente)